# تالار شهر (ویلنیوس)
تالار شهر ویلنیوس (لیتوانیایی: Vilniaus rotušė) یک تالار شهر در میدانی به همین نام در شهر قدیمیِ ویلنیوس، لیتوانی است.

## کاخ
تالار شهر ویلنیوس برای نخستین بار در سال ۱۴۳۲ بدان اشاره شد. در ابتدا، سبک معماری ساختمان گوتیک بود و از آن زمان دفعات زیادی بازسازی شده است. تالار شهر کنونی در سال ۱۷۹۹ به سبک معماری نئوکلاسیک با طراحی لاوریناس گوسویچوس بازسازی شده است و از آن زمان دست‌نخورده باقی مانده است. با این وجود انبارهای آن به سبک گوتیک باقی مانده است.
امروزه از آن برای اهداف نمایندگی و همچنین در هنگام بازدید مقامات و حاکمان کشورهای خارجی از جمله جرج دابلیو. بوش و ملکه الیزابت دوم استفاده می‌شود.

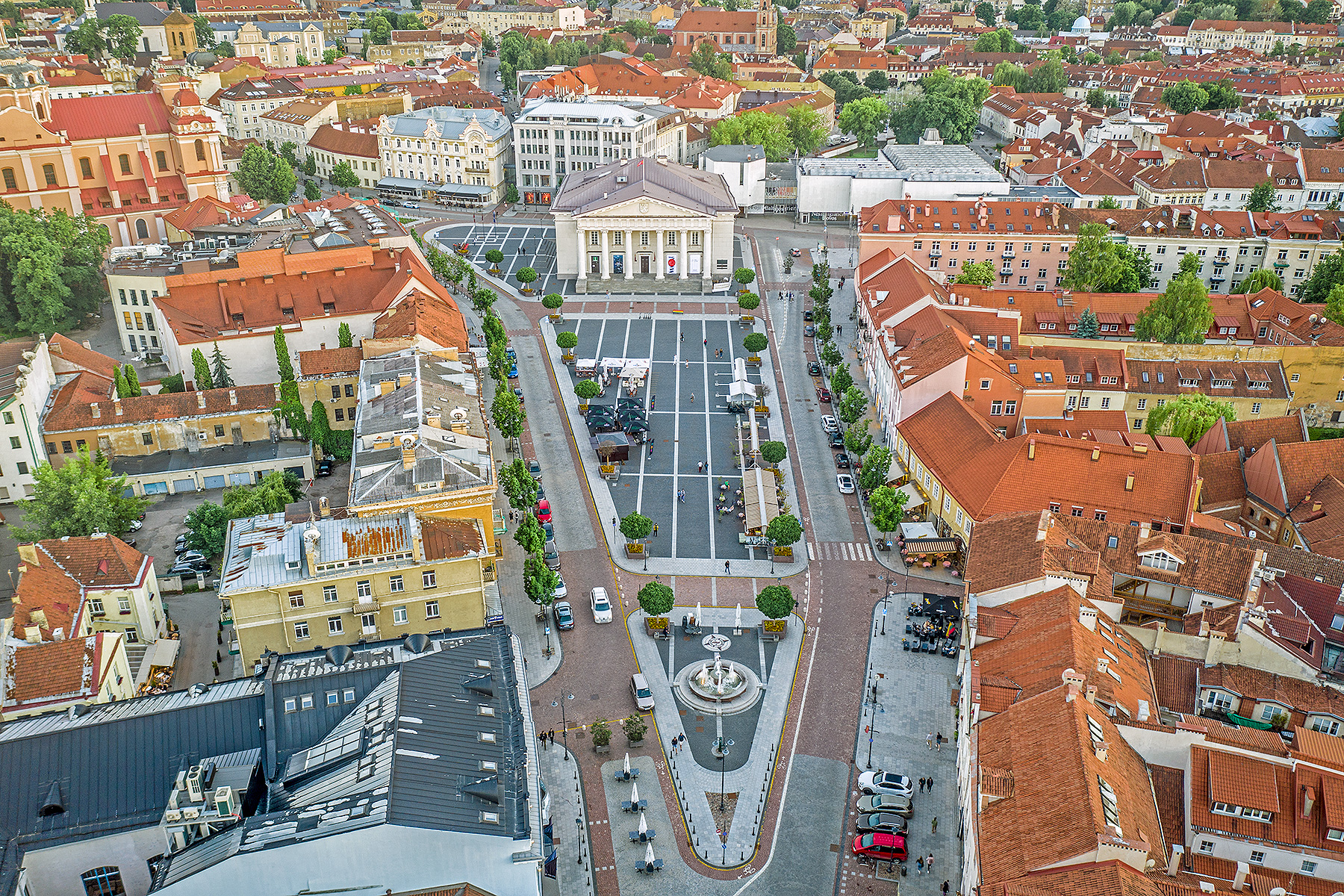
نمای هوایی در سال ۲۰۲۱